# Zejk

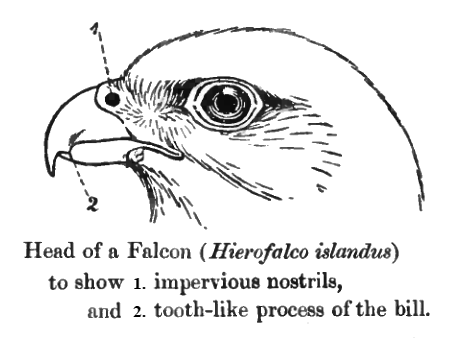
Nákres hlavy raroha loveckého s vyznačeným zejkem (2)

Zejk je ostrý výběžek na bocích horní čelisti zobáku; odpovídá mu zářez na hranách dolní čelisti. Zejk slouží k usmrcení kořisti – stisknutím týlu kořisti se oddělí krční obratle.
Tvar zobáku, který je podobný zobáku se zejkem, dal jméno některým druhům ptáků:
- holub zejkozobý (Didunculus strigirostris, Jardine 1845)
- lemčík zejkozobý (Scenopoeetes dentirostris, E. P. Ramsay, 1876)
- vousák zejkozobý (Semnornis frantzii, P. L. Sclater, 1864)